# لیگ اروپا ۱۵–۲۰۱۴
لیگ اروپا ۱۵–۲۰۱۴ چهل و چهارمین دوره از مسابقات فوتبال باشگاه‌های ثانویه برتر اروپا و ششمین دوره لیگ اروپا از زمانی‌که به این نام تغییر نام داد بود که با قهرمانی سویا به پایان رسید.